# ألبرت سينج
ألبرت سينج (بالألمانية: Albert Sing)‏ (7 أبريل 1917 في ألمانيا - 31 أغسطس 2008 في سويسرا) هو مدرب كرة قدم ولاعب كرة قدم ألماني في مركز الوسط. شارك مع منتخب ألمانيا لكرة القدم. أما مع النوادي، فقد لعب مع شتوتغارت كيكرز ونادي شافهاوزن ونادي يانغ بويز وإس إس في أولم 1846 و ونادي مانهايم ‏ و.

## وصلات خارجية
- ألبرت سينج على موقع قاعدة بيانات كرة القدم.إي يو (الإنجليزية)
- ألبرت سينج على موقع بيانات كرة القدم. دي إي (الألمانية)
- ألبرت سينج على موقع ناشيونال فوتبول تيمز (الإنجليزية)
- ألبرت سينج على موقع عالم كرة القدم.نت (الإنجليزية)